# Куба на летних Олимпийских играх 1952
Куба принимала участие в Летних Олимпийских играх 1952 года в Хельсинки (Финляндия) в шестой раз за свою историю, но не завоевала ни одной медали.

## Состав сборной
29 человек (только мужчины) соревновались в 8 видах спорта. Младшим участником сборной был 18-летний баскетболист Карлос Беа, старшим — 58-летний стрелок Эрнесто Эрреро. Знаменосццем был баскетболист Фико Лопес. 

## Результаты

### Баскетбол
Состав: Альберто Эското, Альфредо Фахет, Армандо Эстрада, Карлос Беа, Касимиро Гарсиа, Фабио Руис, Фико Лопес, Фелипе де ла Посас, Хуан Гарсиа, Марио Кинтеро, Рамон Вильц, Карлос Гарсиа-Ордоньес
В групповом этапе кубинская команда попала в группу Д, где заняла последнее место, что не позволило ей участвовать в следующем этапе турнира. Итоговое место: 14 (из 16 команд).
| Место | Команда | Игры | Поб | Пор | Забито | Пропущено | +/- | Очки |
| ----- | ------- | ---- | --- | --- | ------ | --------- | --- | ---- |
| 1     | Франция | 3    | 3   | 0   | 202    | 149       | +53 | 6    |
| 2     | Чили    | 3    | 2   | 1   | 170    | 150       | +20 | 5    |
| 3     | Египет  | 3    | 1   | 2   | 176    | 221       | −45 | 4    |
| 4     | Куба    | 3    | 0   | 3   | 149    | 177       | −28 | 3    |

| 25 июля 1952 20:30 | Протокол | Чили                             | 53:52 | Куба | Хельсинки |
| 25 июля 1952 20:30 | Протокол | Счёт по половинам: 32:32, 21:20. |       |      | Хельсинки |

| 26 июля 1952 17:30 | Протокол | Франция                          | 58:42 | Куба | Хельсинки |
| 26 июля 1952 17:30 | Протокол | Счёт по половинам: 30:17, 28:25. |       |      | Хельсинки |

| 27 июля 1952 13:30 | Протокол | Египет                           | 66:55 | Куба | Хельсинки |
| 27 июля 1952 13:30 | Протокол | Счёт по половинам: 35:28, 31:27. |       |      | Хельсинки |

| Место            | Команда          | Игр              | Побед            | Поражений        | Забито           | Пропущено        | Разница          |
| Групповой турнир | Групповой турнир | Групповой турнир | Групповой турнир | Групповой турнир | Групповой турнир | Групповой турнир | Групповой турнир |
| ---------------- | ---------------- | ---------------- | ---------------- | ---------------- | ---------------- | ---------------- | ---------------- |
| 14               | Куба             | 3                | 0                | 3                | 149              | 177              | −28              |

### Парусный спорт
В классе Финн (одноместный швертбот) Хорхе де Карденас занял 24 место.
В классе Звёздный (двухместная килевая яхта) на яхте «Куруш IV» Карлос де Карденас и Карлос де Карденас-младший заняли 4 место.

### Плавание
Мужчины, 100 м вольным стилем: Никасио Сильверио — 20 место
Мужчины, 200 м брассом : Мануэль Сангуили — 20 место

### Стрельба
Скорострельный пистолет, 25 м:
- Марио де Армас — 12 место
- Эрнесто Эрреро — 39 место[11]

Пистолет, 50 м
- Марио де Армас — 16 место[12]